# Municipal Waste
A Municipal Waste egy thrash/core zenekar (Richmond, Virginia állam, USA). Zenéjükre a partyzás, a nagy hangerő és az őrületes tombolás jellemző.

## A Zenekarról
Játszottak többek között a Wacken Open Air és a UK's Download fesztiválon is a Tuborg színpadon.
Ezenkívül csatlakoztak az At The Gates-hez a Suicidal Final Tour nevű turnén a Darkest Hour, Toxic Holocaust és a Repulsion zenekarokkal egyetemben.
Első albumuk 2003-ban jelent meg Waste 'em All címmel.
A csapat harmadik albuma (második az Earach kiadónál) The Art Of Partying címmel 2007 júliusában jelent meg.
A virginiai thrasherek negyedik teljes albuma Massive Aggressive címmel 2009-08-25-én jelent meg. 
Ötödik albumuk egyben a legújabb a The Fatal Feast (Waste In Space) című korong, 2012 áprilisában jelent meg a Nuclear Blast kiadó jóvoltából.
Eddig minden albumot Bakelit lemezként is kiadtak.

## Tagok
- Tony "Guardrail" Foresta - ének (2000-től napjainkig)
- Ryan Waste - gitár (2000-től napjainkig)
- Philip "Landphil" Hall - basszusgitár (2004-től napjainkig)
- Dave Witte - dobok (2004-től napjainkig)

### Korábbi tagok
- Andy Harris - basszusgitár (2000-2004)
- Brendan Trache - dobok (2000-2002)
- Brandon Ferrell (2002-2004)

## Diszkográfia

### Stúdióalbumok
| Cím                 | Kiadás Dátuma | Kiadó         |
| ------------------- | ------------- | ------------- |
| Waste 'em All       | 2003          | Mordar        |
| Hazardous Mutation  | 2005          | Earache       |
| The Art of Partying | 2007          | Earache       |
| Massive Aggressive  | 2009          | Earache       |
| The Fatal Feast     | 2012          | Nuclear Blast |

### EP-k
| Cím             | Kiadás Dátuma | Kiadó                   |
| --------------- | ------------- | ----------------------- |
| Municipal Waste | 2001          | Amendment/ Busted Heads |

### Válogatáslemezek
| Cím                                                    | Kiadás Dátuma | Kiadó     |
| ------------------------------------------------------ | ------------- | --------- |
| Municipal Waste / Crucial Unit split                   | 2002          | Six Weeks |
| Tango & Thrash - Municipal Waste / Bad Acid Trip split | 2003          | Mordar    |
| Louder Than Hell                                       | 2005          | Six Weeks |

### Közreműködtek
| Cím                                 | Kiadás Dátuma | Kiadó     |
| ----------------------------------- | ------------- | --------- |
| Super Sabado Fest Comp 12"          | 2003          | Six Weeks |
| Dark Thoughts - A Tribute To C.O.C. | 2003          | Rabid Dog |
| Thrashing Like a Maniac             | 2008          | Earache   |